# Dolná Mariková
Dolná Mariková (in ungherese Alsómarikó) è un comune della Slovacchia facente parte del distretto di Považská Bystrica, nella regione di Trenčín.